# Okoneschnikowo
Okoneschnikowo (russisch Оконе́шниково) ist eine Siedlung städtischen Typs in der Oblast Omsk in Russland mit 5205 Einwohnern (Stand 14. Oktober 2010).

## Geographie
Der Ort liegt gut 100 km Luftlinie östlich des Oblastverwaltungszentrums Omsk im westlichen Teil der Barabasteppe, 6 km nordwestlich des Gorkoje-Salzsees.
Okoneschnikowo ist Verwaltungszentrum des Rajons Okoneschnikowski sowie Sitz der Stadtgemeinde Okoneschnikowskoje gorodskoje posselenije, zu der außerdem die Dörfer Michailowka (14 km südöstlich) und Strelnikowo (12 km südwestlich) gehören.

## Geschichte
Der Ort geht auf eine Wohnstelle zurück, die der erste Siedler mit Familiennamen Kosjakow 1813/1814 gründete, und die daher auch Kosjakowo genannt wurde. Nach der Familie von Timofei Okoneschnikow, die sich 1815 ansiedelte, bürgerte sich bald die heutige Bezeichnung ein. Der Großteil der frühen Siedler stammte aus den Gouvernements Tula und Rjasan. Ab 1895 war auch der Ortsname Pokrowskoje in Gebrauch, nach der Mariä-Schutz-und-Fürbitte-Kirche des Dorfes, russisch Pokrowskaja zerkow. Diesen Namen trug auch die Wolost, deren Verwaltungssitz das Dorf in dieser Zeit wurde.
Seit 25. Januar 1935 ist Okoneschnikowo Verwaltungssitz eines nach ihm benannten Rajons, seit 1987 besitzt es den Status einer Siedlung städtischen Typs.

### Bevölkerungsentwicklung
| Jahr | Einwohner |
| ---- | --------- |
| 1939 | 3201      |
| 1959 | 3863      |
| 1970 | 4656      |
| 1979 | 5404      |
| 1989 | 6158      |
| 2002 | 5568      |
| 2010 | 5205      |

Anmerkung: Volkszählungsdaten

## Verkehr
Von Okoneschnikowo führt die Regionalstraße 52K-7 zum gut 30 km in nordwestlicher Richtung entfernten Kalatschinsk, wo sich sowohl an der Transsibirischen Eisenbahn die nächstgelegene Bahnstation befindet, als auch etwas weiter südlich die föderale Fernstraße R254 Irtysch (ehemals M51) von Tscheljabinsk nach Nowosibirsk verläuft, und weiter nach Gorkowskoje. Von Okoneschnikowo in südlicher Richtung verläuft die 52K-16 zum knapp 90 km entfernten Rajonzentrum Tscherlak am Irtysch und der föderalen Fernstraße A320 Omsk – kasachische Grenze.